# Ilse Kaschube
Ilse Kaschube (Altentreptow, Mecklemburgo-Pomerânia Ocidental, 25 de junho de 1953) é uma ex-canoísta de velocidade alemã na modalidade de canoagem.

## Carreira
Foi vencedora da medalha de Prata em K-2 500 m em Munique 1972 junto com a sua colega de equipa Petra Grabowski.